# Avgust Tsivolko
Avgust Karlovich Tsivolko, também escrito como Tsivolka (em polonês/polaco:  August Cywolka, em russo:  Август Карлович Циволько) (28 de março de 1810 (V.E.) - 16 de março de 1839) foi um navegador russo e explorador do Ártico.
Em 1834-1835, Avgust Tsivolko tomou parte na expedição Pakhtusov em direção Novaya Zemlya. Em 1837, Tsivolko comandou uma escuna chamada Krotov durante a expedição Baer em direção a Novaya Zemlya. Foi o único a mapear o Estreito Matochkin no curso desta expedição. Em 1838 Tsivolko foi encarregado da expedição de mapeamento e enviado em direção aos litorais do norte e nordeste de Novaya Zemlya.
Avgust Tsivolko morreu de escorbuto durante esta expedição.
Um golfo no Mar de Kara e um grupo de ilhas no Arquipélago Nordenskiöld receberam o nome de Avgust Tsivolko.